# Raymond Poincaré
Raymond Poincaré (ur. 20 sierpnia 1860 w Bar-le-Duc, zm. 15 października 1934 w Paryżu) – polityk francuski, pięciokrotny premier, prezydent Francji w latach 1913-1920. W kwestii polskiej wydał dekret o utworzeniu Błękitnej Armii dowodzonej przez generała Hallera.

## Zarys biografii

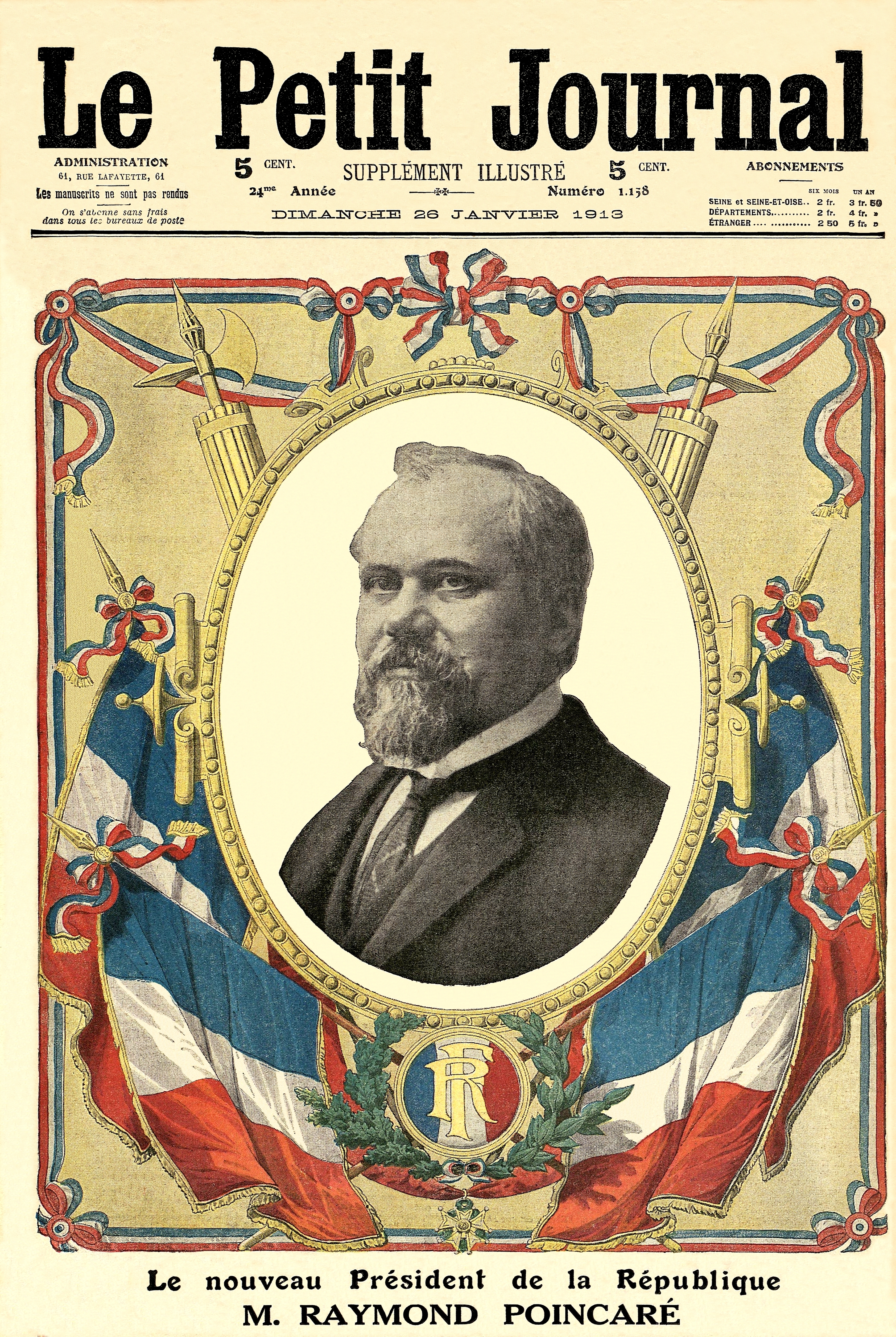
Pierwsza strona cotygodniowego ilustrowanego dodatku do „Le Petit Journal” z okazji wyboru Raymonda Poincaré na nowego prezydenta Republiki Francuskiej

Z zawodu adwokat i dziennikarz. W 1887 – deputowany. Karierę polityczną rozpoczął w 1893, zostając ministrem oświaty (1893 i 1895). W latach 1894–1895 i w 1906 – minister skarbu. Od 1903 – senator, zwalczał klerykalną prawicę. W 1909 został członkiem Akademii Francuskiej. Od 1912 pełnił obowiązki premiera i ministra spraw zagranicznych. Był zwolennikiem zdecydowanej polityki w stosunku do Niemiec. Został prezydentem republiki w 1913. Wpłynął na uchwalenie trzyletniej służby wojskowej, wysłał Delcasségo na stanowisko ambasadora do Petersburga, gdzie sam w 1914 odwiedzał cara, zacieśniając sojusz francusko-rosyjski. W czasie I wojny światowej okazał niezłomną wolę zwycięstwa, w 1917 powołał do rządów swego przeciwnika, Georges'a Clemenceau. Ustąpiwszy z prezydentury został przewodniczącym komisji reparacyjnej. W 1922 doprowadził do ustąpienia Brianda, jako premier przeprowadził okupację Zagłębia Ruhry, później wskutek zwycięstwa kartelu lewicy w 1924 musiał podać się do dymisji. W 1926, wobec załamania się franka, powołany na szefa gabinetu koalicyjnego i ministra skarbu, uporządkował finanse i ustabilizował walutę. Wybory w 1928 dały mu pełne zwycięstwo. Mimo wystąpienia radykałów z jego rządu, doprowadził do końca reformę walutową, uzyskując w parlamencie w lipcu 1929 zatwierdzenie układu dotyczącego długów, zawartego ze Stanami Zjednoczonymi i z Wielką Brytanią. W 1929 ustąpił wskutek złego stanu zdrowia.
Poincaré jest autorem pism politycznych, m.in. L'oeuvre économique et financière du gouvernement (1928) i La responsabilité de la guerre (1931). Opublikował także 10 tomów pamiętników pod wspólnym tytułem: Au service de la France, neuf années de souvenirs – Le Lendemain d’Agadir (t. 1, 1912), Les Balkans en feu (t. 2, 1912), L’Europe sous les armes (t. 3, 1913), L'Union sacrée (t. 4, 1914), L'invasion (t. 5, 1914), Les tranchées (t. 6, 1915), Guerre de siège (t. 7, 1915), Verdun (t. 8, 1916) i L'armée trouble (t. 9, 1917), Victoire et armistice (t. 10, 1918).
Otrzymał tytuł doktora honoris causa Uniwersytetu Jana Kazimierza we Lwowie.

## Ordery i odznaczenia
- Krzyż Wielki Orderu Legii Honorowej
- Krzyż Wielki Orderu Smoka Annamu
- Krzyż Wielki Orderu Kambodży
- Order Złotego Runa (Hiszpania)
- Order Świętego Andrzeja (Imperium Rosyjskie)
- Order Królewski Serafinów (Szwecja, 1913)[3]
- Order Domowy Chakri (Syjam)
- Order Annuncjaty (Włochy)
- Krzyż Wielki Orderu Świętych Maurycego i Łazarza (Włochy)
- Krzyż Wielki Orderu Korony Włoch (Włochy)
- Order Orła Białego (Polska, 1921)
- Krzyż Walecznych (Polska, trzykrotnie w 1921)[4]

## Muzeum prezydentury Raymonda Poincaré
Muzeum prezydentury (Musée Raymond Poincaré) mieści się w letniej rezydencji prezydenta w Sampigny (departament Moza). Muzeum przedstawia kolekcję podarków dyplomatycznych, karykatur i przedmiotów codziennego użytku.